# Matheus Vivian
Matheus Coradini Vivian, noto semplicemente come Matheus Vivian (Caçapava do Sul, 5 aprile 1982), è un ex calciatore brasiliano, di ruolo difensore.

## Carriera
Vivian ha giocato nella massima serie dei campionati brasiliano, francese e greco.

## Palmarès

### Club

#### Competizioni statali
- Campionato Gaúcho: 1

Grêmio: 1999, 2001

#### Competizioni nazionali
- Coppa del Brasile: 1

Grêmio: 2001